# Maria-Victoria Dragus
Maria-Victoria Drăguș est une actrice et danseuse germano-roumaine née en 1994 à Dresde.

## Biographie

### Jeunesse et éducation
Maria-Victoria Drăguș naît et grandit dans une famille d'artistes. Son père, Silviu Drăguș, est un violoncelliste roumain avec qui elle se produisait parfois sur scène. Sa mère, Jana Drăguș, est une danseuse. Elle fréquente la Palucca Schule de Dresde, où elle étudie la danse. En plus de sa formation en danse, elle suit des cours de chant et joue du violoncelle et du piano. Elle fait plusieurs représentations du Théâtre central de la Saxe (Le Joueur de flûte de Hamelin en 2002, La Bohème en 2004 et Hansel & Gretel en 2005). En 2009, passionnée par la danse néo-classique, elle déclare vouloir devenir danseuse professionnelle. Elle avait initialement prévu de passer une certification en danse à sa 10e année de pratique, après avoir obtenu son baccalauréat à la Palucca Schule. En 2014, elle envisage d'obtenir son diplôme d'études secondaires à distance.

### Carrière d'actrice
En parallèle de sa formation de danseuse, Maria a développé ses talents d'actrice en autodidacte, et postulé avec succès auprès d'une agence berlinoise pour enfants et jeunes sur les conseils d'un ami. Elle obtient rapidement de petits rôles au cinéma et à la télévision. Dans la série pour enfants allemande Ein Engel für Alle diffusée en 2007, elle incarne la jeune immigrée polonaise Jola. De nouveau en tant qu'enfant immigrée, elle joue dans la comédie dramatique de Bernd Böhlich You're Not Alone avec Katharina Thalbach, avant d'apparaître dans la série télévisée Brigade du crime (tous les deux en 2007). Ses jeunes frères et sœurs Josef (né en 1997) et Paraschiva Drăguș (née en 2001) sont également des acteurs.

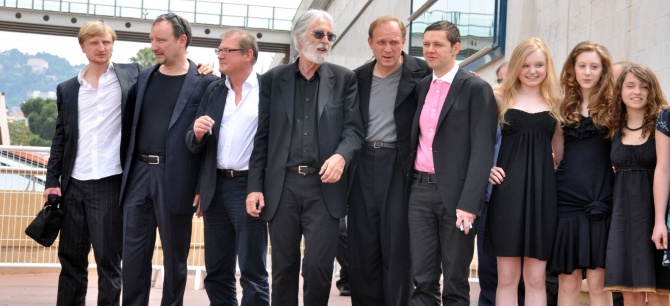
Maria Dragus (troisième à droite) en 2009 au Festival de Cannes pour le film Le Ruban blanc

Drăguș devient rapidement connue lorsqu'elle joue le rôle de Klara, la fille du pasteur dans le film historique dramatique primé de Michael Haneke Le ruban blanc (2009, Palme d'or en 2009). Elle est alors âgée de 15 ans, et reçoit le Prix de la meilleure actrice dans un second rôle lors de la 60e cérémonie du Deutscher Filmpreis en 2010. Cette coproduction européenne relate de mystérieux incidents survenus dans un village du nord de l'Allemagne peu avant la Première Guerre mondiale. "Michael Haneke m'a montré ce que je voulais faire pour le reste de ma vie : jouer" a déclaré Drăguș dans son discours de remerciement et a accepté le prix au nom de tous les jeunes acteurs "qui avaient fait des performances remarquables". En 2009, elle participe à la série télévisée Dance Academy sur la chaîne de télévision australienne ABC en tant que danseuse de ballet.
En 2011, elle joue dans le film Qui, à part nous d'Andres Veiel, où elle interprète la sœur de la terroriste de la RAF Gudrun Ensslin (interprétée par Lena Lauzemis). L'année suivante, elle joue dans Tue-moi d'Emily Atef. Elle y incarne une jeune fille campagnarde mal-aimée qui est rejointe par un prisonnier évadé (joué par Roeland Wiesnekker).
Dans le film dramatique roumain Bacalauréat de Cristian Mungiu, qui remporte le Prix de la meilleure mise en scène lors du Festival de Cannes 2016, Drăguș a joué son rôle en roumain. En 2017, elle joue le rôle principal dans le film Tiger Girl de Jakob Lass et dans le téléfilm Death of a Cadet de Raymond Ley. Dans Tiger Girl, elle interprète une agente de sécurité qui devient une vengeresse autoproclamée de la société après sa rencontre avec une Amazone aguerrie et extrêmement imprévisible (jouée par Ella Rumpf). Death of a Cadet est un téléfilm basé sur la vie de Jenny Böken, une médecin militaire qui effectuait un stage dans la marine allemande et qui a chuté par-dessus bord alors qu'elle servait sur un voilier-école. Elle est retrouvée morte en mer du Nord.

## Vie privée
Maria-Victoria Dragus a vécu à Dresde de sa naissance à 2012, et habite depuis à Berlin.

## Filmographie

### Au cinéma
- 2007 : Du bist nicht allein (de) : Tonka
- 2009 : Le Ruban blanc (Das weiße Band - Eine deutsche Kindergeschichte) : Klara
- 2011 : Qui, à part nous (Wer wenn nicht wir) : Ruth Ensslin
- 2012 : Tue-moi (Töte mich) : Adele
- 2012 : Dehors, c'est l'été (de) : Wanda
- 2013 : Scherbenpark (de) : Anna
- 2013 : Couchmovie : Reka (épisode Frankfurt am Main)
- 2016 : Die Pfeiler der Macht : Clara Pilaster
- 2016 : 24 Wochen : Kati
- 2016 : Bacalaureat : Eliza
- 2017 : Licht : Resi
- 2017 : Tiger Girl : Vanilla
- 2018 : Verlorene : Maria[17]
- 2017 : Mademoiselle Paradis : Maria Theresia Paradis
- 2018 : Marie Stuart, reine d’Écosse (Mary Queen of Scots) de Josie Rourke : Mary Fleming
- 2020 : Six Minutes to Midnight d'Andy Goddard : Astrid
- 2022 : Serviam: I Will Serve (en)
- 2024 : Fario de Lucie Prost : Hannah

### À la télévision
- 2007 : Ein Engel für alle (de) (1 épisode)
- 2007 : Die Frau vom Checkpoint Charlie (de)
- 2008 : Brigade du crime : Emanuela (2 épisodes)
- 2010 : Dance Academy : Petra
- 2011 : Familie Dr. Kleist (de) (1 épisode)
- 2012 : Der Fall Jakob von Metzler (de) : Elena von Metzler
- 2013 : Letzte Spur Berlin (de) (1 épisode)
- 2014 : 16 über Nacht! (de) : Betti
- 2015 : Tannbach – Schicksal eines Dorfes (de) : Theresa Prantl / Schober
- 2017 : Tod einer Kadettin : Lilly Borchert
- 2019 : Tatort - Die Pfalz von oben : Britta Fies
- 2019 : Brecht, téléfilm biographique en deux parties de Heinrich Breloer : Regine Lutz (de)
- 2020 : Wild Republic (de)
- 2024 : Franklin (mini-série) : Marie-Antoinette d'Autriche

## Distinctions
- 2010 : Prix de la meilleure actrice dans un second rôle pour Le Ruban blanc aux Deutscher Filmpreis[18]
- 2012 : Prix de la meilleure actrice au Festival international du film de Transylvanie pour son rôle dans Tue-moi
- 2013 : Prix de la meilleure jeune actrice au Festival du cinéma de Mecklembourg-Poméranie-Occidentale pour son rôle dans Dehors, c'est l'été
- 2013 : Prix de la meilleure actrice au Cinerama BC Film Festival (Brésil) pour son rôle dans Dehors, c'est l'été
- 2014 : Shooting Star du cinéma européen à la Berlinale 2014

- 2017 : Prix de la meilleure interprétation féminine au festival de cinéma européen des Arcs pour Mademoiselle Paradis[19].